# Resolutie 696 Veiligheidsraad Verenigde Naties
Resolutie 696 van de Veiligheidsraad van de Verenigde Naties werd unaniem aangenomen op 30 mei 1991.

## Achtergrond
In 1975 werd Angola onafhankelijk van Portugal. De onafhankelijkheidsbewegingen, die tot dan tegen Portugal hadden gevochten, keerden zich nu tegen elkaar in het wedijveren om de macht. De situatie evolueerde tot een typisch Koude Oorlog-conflict. De MPLA, een onafhankelijkheidsbeweging die erin slaagde de macht te grijpen, werd gesteund door Cuba en de Sovjet-Unie, terwijl de FNLA werd gesteund door de Verenigde Staten, en UNITA door Zuid-Afrika. Die laatste bezette ook een deel van Zuid-Angola, en had als ultiem doel het creëren van bondgenoten rond het eigen land om het apartheidssysteem in de nabije toekomst veilig te stellen. 
In 1976 viel ook Cuba Angola binnen met tienduizenden troepen. Die keerden het tij voor de MPLA en Zuid-Afrika trok zich terug. 
In 1988 volgde een nieuwe Cubaanse interventie tegen UNITA. Onder Amerikaanse bemiddeling werd een akkoord bereikt, waarna Cuba zijn troepen terugtrok.

## Inhoud
De Veiligheidsraad:
- verwelkomde de beslissing van Angola en de UNITA om de vredesakkoorden te voltooien;
- benadrukte het belang van de vredesakkoorden;
- benadrukte ook dat het belangrijk is dat andere landen de akkoorden niet ondermijnen;
- was tevreden over de beslissing dat alle Cubaanse troepen tegen 25 mei 1991 worden teruggetrokken;
- overwoog het verzoek van Angola aan de secretaris-generaal;
- overwoog het rapport van de secretaris-generaal;
- hield er rekening mee dat het mandaat van de VN-verificatiemissie in Angola (UNAVEM I) op 22 juli af zou lopen;
- keurde het rapport van de secretaris-generaal en zijn aanbevelingen goed;
- gaf een nieuw mandaat aan de missie, nu VN-verificatiemissie in Angola II;
- richtte UNAVEM II op voor een periode van zeventien maanden;
- vroeg de secretaris-generaal te rapporteren als de akkoorden getekend worden en verzoekt om op de hoogte te worden gehouden.

## Verwante resoluties
- Resolutie 626 Veiligheidsraad Verenigde Naties (1988)
- Resolutie 628 Veiligheidsraad Verenigde Naties (1989)
- Resolutie 747 Veiligheidsraad Verenigde Naties (1992)
- Resolutie 785 Veiligheidsraad Verenigde Naties (1992)

Lijst ·  684 ·  685 ·  686 ·  687 ·  688 ·  689 ·  690 ·  691 ·  692 ·  693 ·  694 ·  695 ·  696 ·  697 ·  698 ·  699 ·  700 ·  701 ·  702 ·  703 ·  704 ·  705 ·  706 ·  707 ·  708 ·  709 ·  710 ·  711 ·  712 ·  713 ·  714 ·  715 ·  716 ·  717 ·  718 ·  719 ·  720 ·  721 ·  722 ·  723 ·  724 ·  725